# Let's Hear It for the Boy
Let's Hear It for the Boy è una canzone pop incisa nel 1984 da Deniece Williams e facente parte della colonna sonora del film Footloose e dell'album omonimo della cantante. Autori del brano sono Dean Pitchford e Tom Snow.
Il brano ricevette una nomination al premio Oscar come miglior canzone originale nel 1985
Si tratta del secondo singolo estratto dalla colonna sonora di Footloose: il disco, prodotto da George Duke e pubblicato su etichetta CBS, vendette oltre due milioni di copie e raggiunse il primo posto delle classifiche negli Stati Uniti (sia pop che R&B) e il secondo in Nuova Zelanda e nel Regno Unito.

## Descrizione

### Storia
Per la scena del film in cui compare la canzone, ovvero quello in cui il personaggio interpretato da Kevin Bacon sta tentando di insegnare a ballare al personaggio interpretato da Chris Penn, era stato scelto inizialmente un altro brano, intitolato Somebody's Eyes. Il regista del film, Herbert Ross, pensò però che il brano non si adattasse particolarmente alla scena; per questo motivo, Pitchford e Snow dovettero scrivere un altro brano.

### Testo
Nel testo, una donna parla del suo ragazzo, che l'ama tanto e questa è la cosa importante, a dispetto del fatto che magari non sarà "perfetto" (non è il classico "Romeo" o "Casanova", non è ricco, veste male, ecc.).

## Tracce

### 45 giri[4]
1. Let's Hear It for the Boy 4:20
2. Let's Hear It for the Boy (strum.) 4:13

### 45 giri maxi[4]
1. Let's Hear It for the Boy (Extended Dance Remix) 6:00
2. Let's Hear It for the Boy (Dance Remix) 3:43
3. Let's Hear It for the Boy (strum.) 4:13

### CD maxi (1989)[4]
1. Let's Hear It for the Boy (Extended Dance Remix) 6:00
2. Free 5:57

## Staff artistico
- Deniece Williams (voce principale)
- George Merrill e Shannon Rubicam dei Boy Meets Girl (coro)[2][3]
- Paul Jackson Jr. (chitarra)[2]
- Paulinho Da Costa (percussioni)[2]

## Classifiche
| Classifica    | Posizione massima | Nr. di settimane |
| ------------- | ----------------- | ---------------- |
| Belgio        | 5                 | 11               |
| Germania      | 10                | 13               |
| Nuova Zelanda | 2                 | 11               |
| Paesi Bassi   | 5                 | 9                |
| Regno Unito   | 2                 |                  |
| Stati Uniti   | 1                 |                  |
| Svizzera      | 19                | 8                |

## Premi e riconoscimenti
- 1985: Nomination al Premio Oscar come miglior canzone originale[3][8]

## Cover
Tra gli artisti che hanno inciso una cover del brano, figurano (in ordine alfabetico):
- Barbie (1991)
- Doverman (2008)
- Katty B. (singolo del 1999)[10]
- Kids Incorporated (1984)
- Jana Kramer (nel remake del film Footloose del 2011[11])